# Nicolaas Bloembergen
Nicolaas Bloembergen (11 tháng 3 năm 1920 – 5 tháng 9 năm 2017) là một nhà vật lý người Mỹ gốc Hà Lan. Năm 1981, ông được trao giải Nobel Vật lý (nhận chung với Kai Siegbahn (người Thụy Điển, và Arthur Leonard Schawlow (người Mỹ) vì những đóng góp của họ cho việc phát triển dựa trên các nguyên lý của quang học phi tuyến áp dụng cho phổ laser độ phân giải cao. Nicolaas Bloembergen nhận bằng tiến sĩ từ Đại học Leiden năm 1948, trong khi đang nghiên cứu sinh tiến sĩ tại Đại học Harvard, Bloembergen cũng làm việc bán thời gian như là một trợ lý nghiên cứu sau đại học cho Edward Mills Purcell tại Phòng thí nghiệm bức xạ MIT. Ông trở thành một giáo sư tại Đại học Harvard ngành vật lý ứng dụng.
Năm 1938, Bloembergen ghi danh vào Đại học Utrecht để nghiên cứu vật lý. Bloembergen rời khỏi cuộc chiến tranh tàn phá Hà Lan vào năm 1945 để theo đuổi các nghiên cứu sau đại học tại Đại học Harvard. Sáu tuần trước khi đến Mỹ, giáo sư Harvard Edward M. Purcell (cùng với sinh viên tốt nghiệp của mình Torrey và Pound) phát hiện cộng hưởng từ hạt nhân. Bloembergen được thuê để phát triển một máy NMR đầu tiên. Trong khi ở Harvard, ông rất thích các lớp học từ J. Schwinger, JH van Vleck, và EC Kemble. Luận án hạt nhân của mình từ thư giãn đã được gửi ở Leiden, nơi ông được chấp nhận đã đủ điều kiện. Sau khi một cuộc hẹn sau tiến sĩ ngắn với CJ Gorter ở Hà Lan, ông tham gia Harvard, nơi ông được đặt tên là một thành viên cơ sở của Hiệp hội nghiên cứu sinh năm 1949, Phó Giáo sư năm 1951.
Năm 1958, ông trở thành một công dân của Hoa Kỳ.